# Kristy
Pour le film, voir Kristy (film).
Kristy est un village de Slovaquie situé dans la région de Košice.

## Histoire
Première mention écrite du village en 1333.

## Démographie

### Évolution de la population
| Année:               | 1994. | 2004.   | 2014.   | 2024.    |
| -------------------- | ----- | ------- | ------- | -------- |
| Nombre de personnes: | 290   | 307     | 311     | 343      |
| Différence:          |       | +5,86 % | +1,30 % | +10,28 % |

| Année:               | 2023. | 2024.   |
| -------------------- | ----- | ------- |
| Nombre de personnes: | 346   | 343     |
| Différence:          |       | -0,86 % |

## Politique
| Nom           | Parti politique | Date de l'élection | Fin du mandat |
| ------------- | --------------- | ------------------ | ------------- |
| Anna Janošová | SNS,ĽS-HZDS     | 02.12.2006         | décembre 2010 |